# هیو کیز-برن
هیو کیز-برن (به انگلیسی: Hugh Keays-Byrne) (زادهٔ ۱۸ مهٔ ۱۹۴۷ – درگذشتهٔ ۱ دسامبر ۲۰۲۰) بازیگر انگلیسی-استرالیایی بود. بین سالهای ۱۹۶۸ و ۱۹۷۲ او عضو رویال شکسپیر کامپنی بود. او نقش آنتاگونیست را در دو فیلم از فرانچایز مکس دیوانه بازی کرد: توکاتر در مکس دیوانه (۱۹۷۹)، و ایمورتان جو در مکس دیوانه: جاده خشم (۲۰۱۵).
او همچنین در سال ۱۹۷۴ در نقش تود در فیلم موتورسوار یاغی سنگ و در نقش گرانچلک در سریال علمی تخیلی فارسکیپ بازی کرد.

## اوایل زندگی
کیز بیرن در سرینگر، در ایالت جامو و کشمیر (بخشی از راج بریتانیا در آن زمان، هند اکنون) از پدر و مادر بریتانیایی به دنیا آمد. خانواده او پس از تجزیه هند به بریتانیا بازگشتند.

## درگذشت
کیز-بیرن در ۲ دسامبر ۲۰۲۰ در بیمارستان گاسفورد در نیو ساوت دبلیو و در سن ۷۳ سالگی به دلیل سرطان در آرامش درگذشت. مرگ او در شبکه‌های اجتماعی توسط دوستش، برایان ترنچارد اسمیت کارگردان فیلم مرد هنگ کنگی تأیید شد.

## گزیده آثار فیلم و تلویزیون
| سال  | عنوان                             | نقش         | گونه           |
| ---- | --------------------------------- | ----------- | -------------- |
| ۱۹۷۴ | سنگ                               | تود         | فیلم بلند      |
| ۱۹۷۶ | متجاوزان                          | فرانک       | فیلم بلند      |
| ۱۹۷۹ | مکس دیوانه                        | توکاتر      | فیلم بلند      |
| ۱۹۸۰ | واکنش زنجیره‌ای                    | ایگل        | فیلم بلند      |
| ۱۹۸۲ | جزیره گریز                        | لوکاس راتر  | فیلم تلویزیونی |
| ۱۹۸۴ | جایی که مورچه‌های سبز خواب می‌بینند | مجری معدن   | فیلم بلند      |
| ۱۹۸۴ | ستاره‌پیما                         | دنی         | فیلم بلند      |
| ۱۹۸۷ | کانگورو                           | کانگورو     | فیلم بلند      |
| ۱۹۸۹ | سلام جوگر                         |             |                |
| ۲۰۱۱ | زیبای خفته                        | مرد ۳       | فیلم بلند      |
| ۲۰۱۵ | مکس دیوانه: جاده خشم              | ایمورتان جو | فیلم بلند      |